# Juliusz Letniowski
Juliusz Letniowski (Danzica, 8 aprile 1998) è un calciatore polacco, centrocampista del Miedź Legnica.

## Biografia
Suo padre Sebastian allena il Radunia Stężyca, club di III liga (quarto livello del calcio polacco), dove gioca anche il fratello, Jakub. 

## Caratteristiche tecniche
È un centrocampista centrale, in grado di giocare sia come interno che come trequartista. 

## Carriera

### Club
Cresciuto nelle giovanili del Lechia Gdansk, Letniowski viene prima girato in prestito al Bytovia Bytow, e successivamente acquistato dal Baltyk Gdynia.
Nella stagione 2018-2019 fa ritorno al Bytovia, ma grazie alle sue ottime prestazioni viene acquistato a gennaio dal Lech Poznań. A seguito di una serie di infortuni, Letniowski debutta solamente nel febbraio 2020 nel match casalingo contro il Raków Częstochowa, vinto per tre a zero.
Il 27 luglio 2020, l’Arka Gdynia annuncia di averlo acquistato in prestito per un anno. L'esordio con la nuova maglia arriva il 23 agosto in coppa, match nel quale realizza una doppietta. Cinque giorni più tardi arriva la seconda doppietta consecutiva alla prima giornata di campionato. Con la maglia gialloblù gioca, il 2 maggio, la finale di Puchar Polski contro il Raków Częstochowa, partendo titolare. 
Il 2 luglio 2021 viene annunciato il suo passaggio in prestito al Widzew Lodz.  

## Statistiche

### Presenze e reti nei club
Statistiche aggiornate al 26 agosto 2023.
| Stagione        | Squadra         | Campionato      | Campionato | Campionato | Coppe nazionali | Coppe nazionali | Coppe nazionali | Coppe continentali | Coppe continentali | Coppe continentali | Altre coppe | Altre coppe | Altre coppe | Totale | Totale |
| Stagione        | Squadra         | Comp            | Pres       | Reti       | Comp            | Pres            | Reti            | Comp               | Pres               | Reti               | Comp        | Pres        | Reti        | Pres   | Reti   |
| --------------- | --------------- | --------------- | ---------- | ---------- | --------------- | --------------- | --------------- | ------------------ | ------------------ | ------------------ | ----------- | ----------- | ----------- | ------ | ------ |
| 2016-2017       | Bytovia Bytów   | 1L              | 3          | 0          | PP              | 0               | 0               | -                  | -                  | -                  | -           | -           | -           | 3      | 0      |
| 2017-2018       | Bałtyk Gdynia   | 3L              | 31         | 10         | -               | -               | -               | -                  | -                  | -                  | -           | -           | -           | 31     | 10     |
| 2018-gen. 2019  | Bytovia Bytów   | 1L              | 19         | 7          | PP              | 2               | 0               | -                  | -                  | -                  | -           | -           | -           | 21     | 7      |
| gen.-giu. 2019  | Lech Poznań     | EK              | 0          | 0          | -               | -               | -               | -                  | -                  | -                  | -           | -           | -           | 0      | 0      |
| 2019-2020       | Lech Poznań     | EK              | 5          | 0          | PP              | 1               | 0               | -                  | -                  | -                  | -           | -           | -           | 6      | 0      |
| 2020-2021       | Arka Gdynia     | 1L              | 26         | 10         | PP              | 2               | 2               | -                  | -                  | -                  | -           | -           | -           | 28     | 12     |
| 2021-2022       | Widzew Łódź     | 1L              | 16         | 3          | PP              | 1               | 0               | -                  | -                  | -                  | -           | -           | -           | 17     | 3      |
| 2022-2023       | Widzew Łódź     | EK              | 22         | 0          | PP              | 1               | 0               | -                  | 0                  | 0                  | -           | -           | -           | 23     | 0      |
| Totale carriera | Totale carriera | Totale carriera | 122        | 30         |                 | 7               | 2               |                    | -                  | -                  |             | -           | -           | 129    | 32     |